# Astragalus mutus
Astragalus mutus är en ärtväxtart som beskrevs av Dieter Podlech. Astragalus mutus ingår i släktet vedlar, och familjen ärtväxter. Inga underarter finns listade i Catalogue of Life.